# 三角葉西番蓮

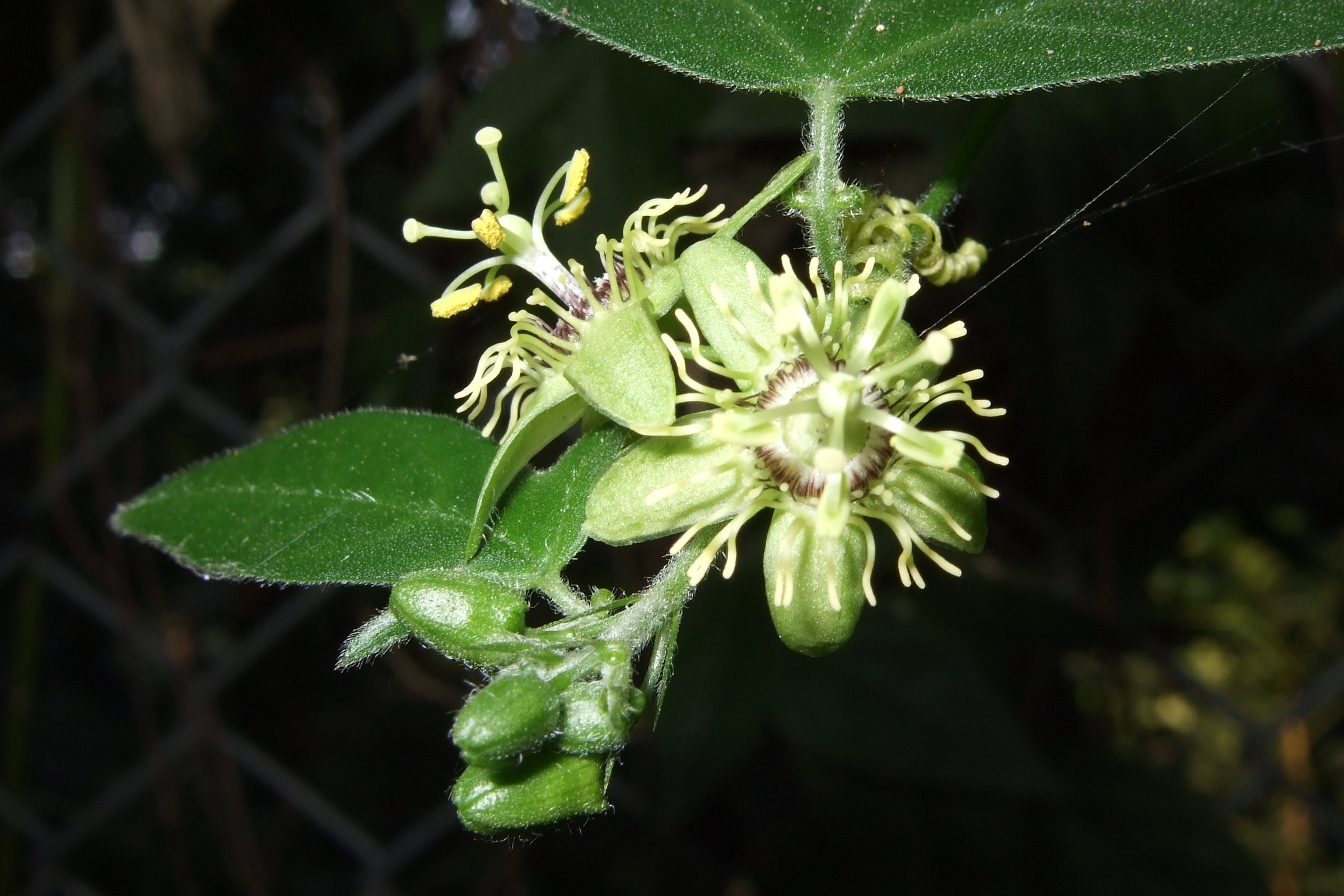
花
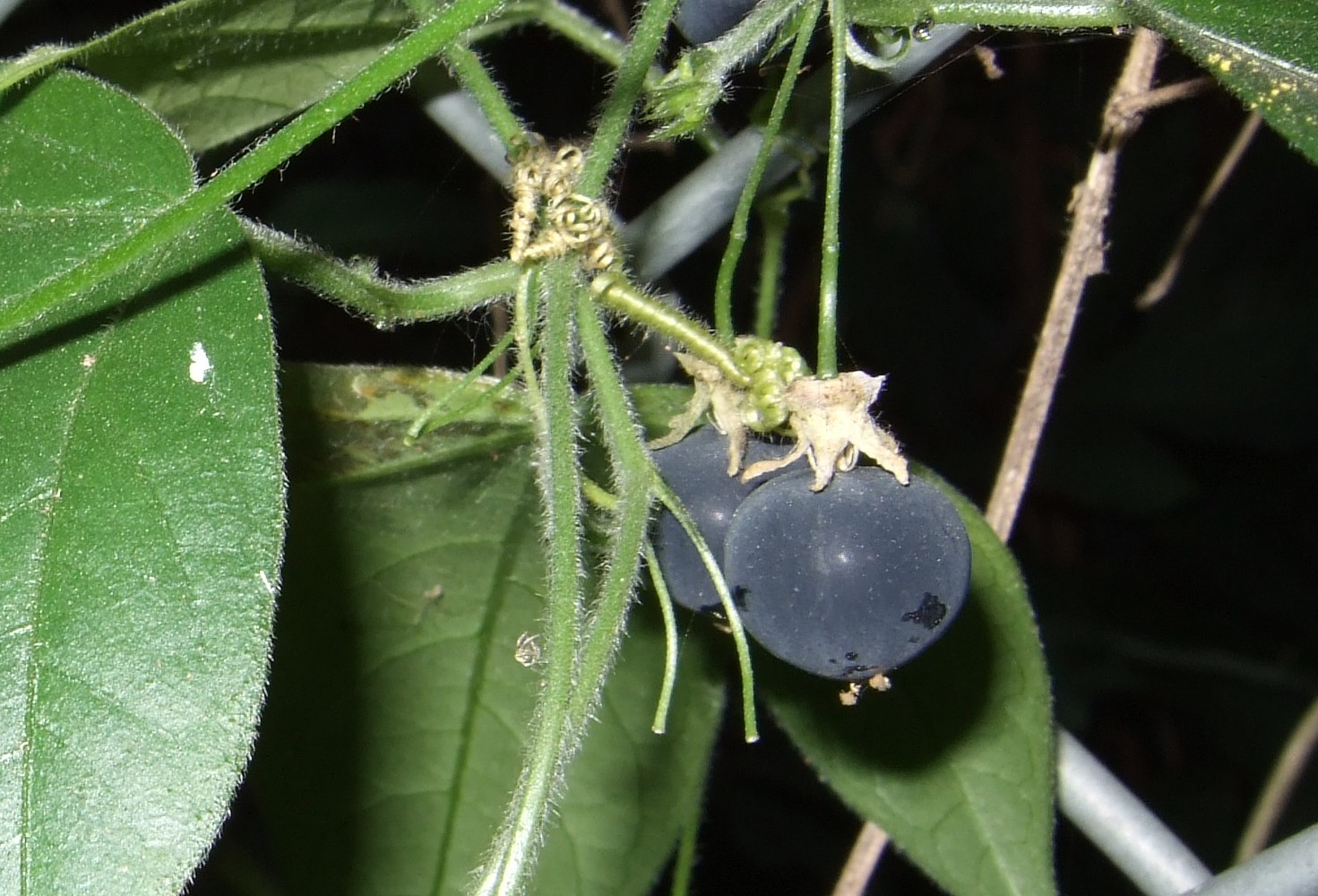
果實

三角葉西番蓮（學名：Passiflora suberosa）又稱為栓皮西番蓮、黑子仔、爬山藤、姬番果，多年生蔓性草本。原產於南美巴西，1907年由日本人引進台灣，現在已遍佈全島平地至低山地區。老莖外包著黃白色的木栓層，於是又名「栓皮西番蓮」。
單葉，互生，葉具柄，具三主脈，柄長1~2.5公分，近基部具一對腺點；葉片長3~6公分，寬4~7公分，寬卵形或闊心形，具3裂，裂片呈三角形，葉緣具剛毛，上下表面光滑無毛；托葉尖形或尖錐狀。
花通常成對存在，腋生，花梗長1~2公分，具小苞片；花萼5片，長0.6~0.8公分，長橢圓狀線形；不具花冠；外輪絲狀副冠反捲，長0.2~0.3公分，綠色，近先端為黃色；雄蕊5枚，基部合生成筒，包圍花柱，上部離生；雌蕊柄長約0.4公分；花柱3叉，細長，柱頭頭狀。花萼呈長橢圓狀線形，外輪絲狀副冠反捲。
果實漿果，直徑1~1.2公分，橢圓球形，成熟時黑紫色，花期自4月到8月。

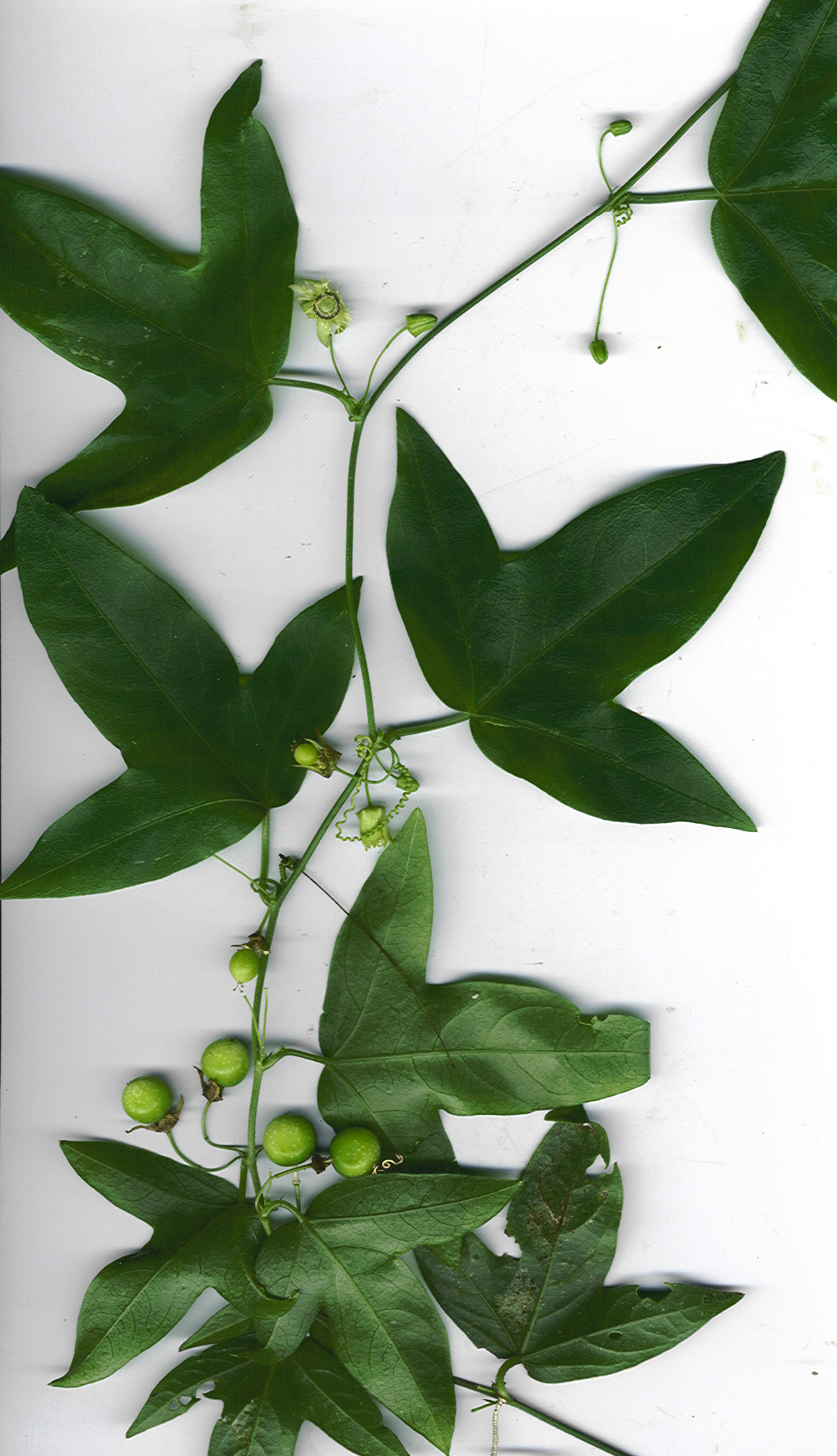
植株
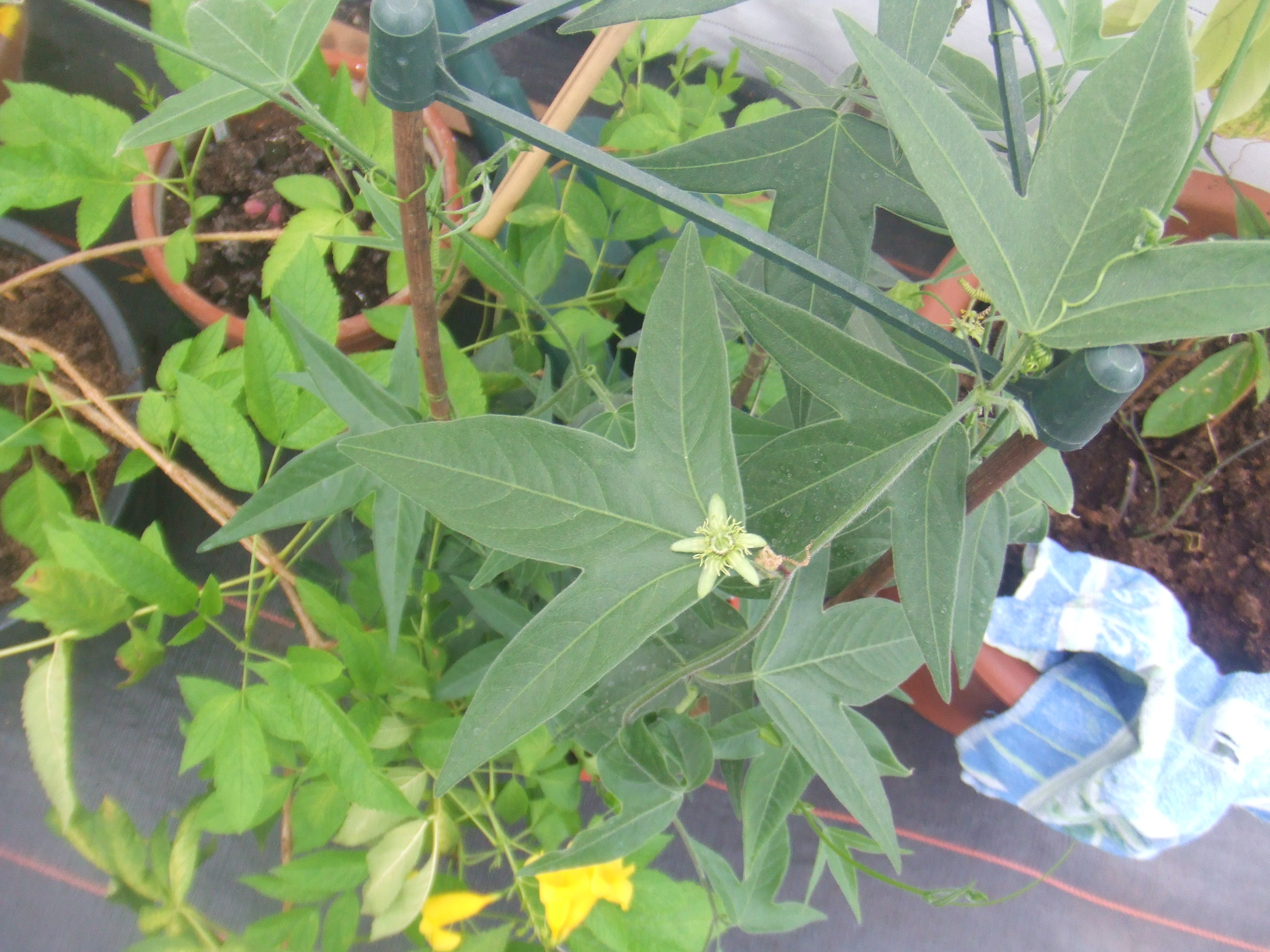
植株
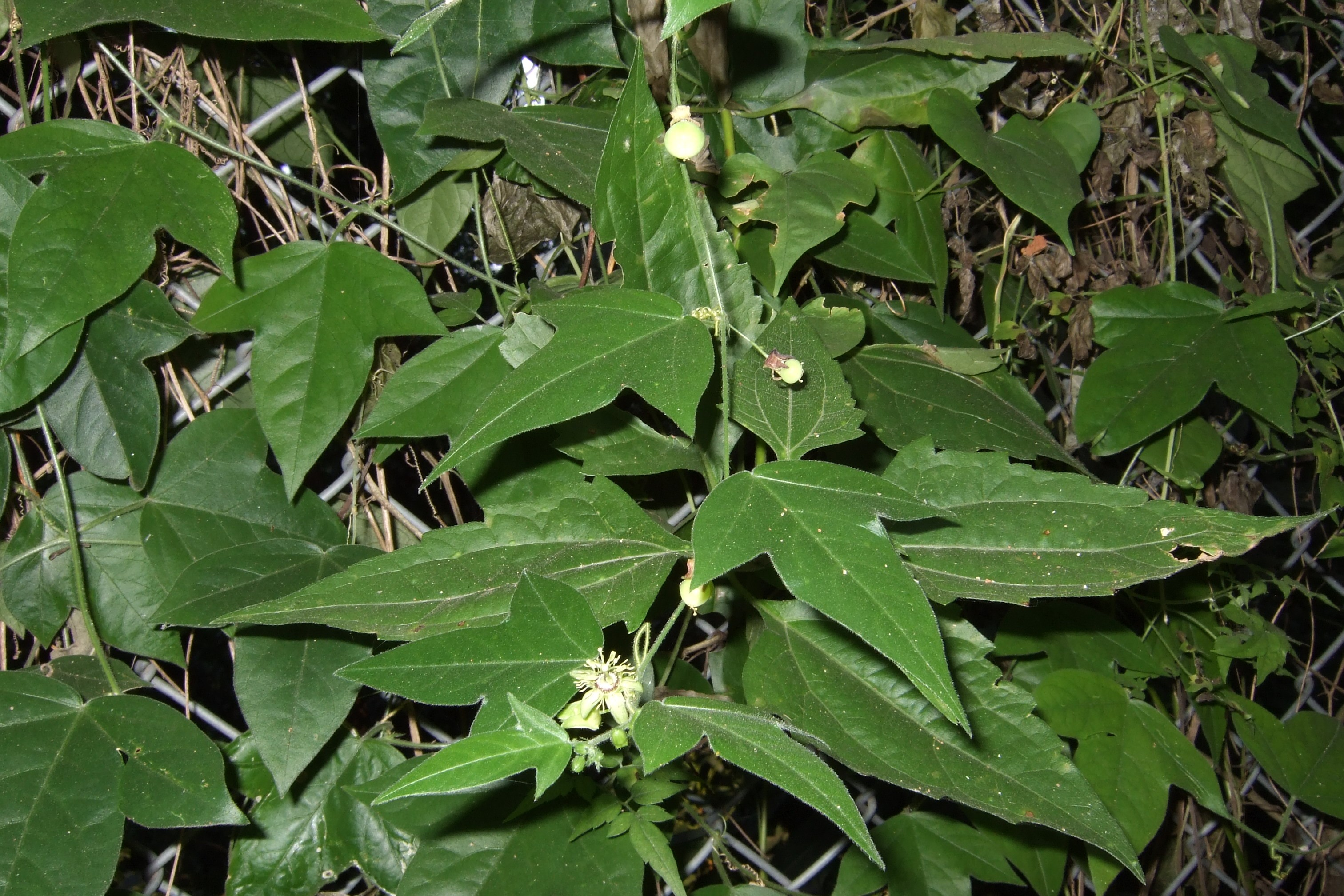
花

- 花
- 果實